# (73603) 3214 T-2
(73603) 3214 T-2 – planetoida z pasa głównego asteroid okrążająca Słońce w ciągu 4,24 lat w średniej odległości 2,62 j.a. Odkryta 30 września 1973 roku.